# 押田岳
押田岳（日语：／ Oshida Gaku；1997年4月9日—），是日本男演員，出身於神奈川縣橫須賀市，身高175 cm。隸屬於G-STAR.PRO事務所。

## 簡歷
2016年11月，獲得第29屆「JUNON SUPERBOY CONTEST」奪得冠軍，從而晉身演藝圈。
2017年，他在綜藝節目《痛快TV Sukatto Japan》中出道，及於FOD原創電視劇《I'm Inside Mari》首次演出。同年8月，初次演出舞台劇《Osaero》。
2018年，在特攝電視劇《假面騎士時王》中飾演「明光院月津 / 假面騎士Geiz」受到注視。
2021年3月31日，離開Ever Green Entertainment，2022年1月1日宣佈加盟G-STAR.PRO株式會社。

## 作品列表

### 電視劇
- 我在麻理體內 第2話（2017年10月24日，富士電視台）：飾演 舜（シュン）[6]
- UNNATURAL 第7集（2018年2月23日，TBS）：飾演 松本
- 接招吧！那邊的女孩 第4集（2018年7月15日，MBS）：飾演 樋口太一
- 幪面超人時王（2018年9月2日－2019年8月25日，朝日電視台）：飾演 明光院月津
- 週一名作劇場 警視廳南平班〜刑事七人〜11（2018年10月29日，TBS）：飾演 湊雄介[7]
- 週一名作劇場 今野敏懸疑 隱蔽搜查〜去就〜（2019年3月11日、TBS）：飾演 若者[8]
- Doctor-X～外科醫·大門未知子～ 第6季 第5集（2019年11月14日，朝日電視台）：飾演 不良情侶
- Camera Test（2020年4月4日，富士電視台）：飾演 白玉悟[9]
- 特搜9 season3 第1集（2020年4月8日，朝日電視台）：飾演 警察官
- 新婚甜心是同事（2020年11月13日－12月25日，MBS）：飾演 山形悠貴
- 只能親吻不幸同學了！（2022年4月21日－6月10日，MBS）：飾演 辻村朔
- 世界奇妙物語 2022夏之特別篇（2022年6月18日，富士電視台）：飾演 觀眾
- 遺留搜查 第7季 第1集（2022年7月14日，朝日電視台）：飾演 五條慶太
- 為親愛的我致上殺意 第1集（2022年10月5日，富士電視台）：飾演 大學生
- 大奥 三代將軍家光・萬里小路有功編 第4集、第5集（2023年1月31日、2月7日，NHK）：飾演 溝口左京/お夏の方
- 晚酌的風格2 第2集（2023年7月14日，東京電視台）：飾演 翔太
- 一兆＄遊戲 第2集（2023年7月21日，TBS）：飾演 金田大地
- 你認真要結這種婚嗎？（2023年8月7日- 9月25日，TOKYO MX）：飾演 高瀨春人[10]
- 有丘比特在的愛情旅館 第3集（2023年12月29日，朝日電視台）[11]
- Sugar Sugar Honey（2024年2月5日 - 3月25日，TOKYO MX）：飾演 赤西颯太[12]
- 美妝搭檔情人（2024年8月6日 - 27日，富士電視台）：飾演 佐橋天真[13]
- 寫真樂園!（2025年7月7日 - ，朝日放送電視台）：飾演 隅田忍[14]

### 電影
- 禮尚吻來（2017年11月18日，東急娛樂）：飾演 弓道部員[15]
- 洗鬼同你住（2018年7月7日，Phantom Film）：飾演 入居申請者[16]
- 武士老師（2018年11月16日，STUDIO WAVE）：飾演 佐伯寅之助[17]
- 幪面超人平成 Generations Forever（2018年12月22日，東映）：飾演 明光院月津 / 假面騎士Geiz
- 劇場版 幪面超人時王 Over Quartzer（2019年7月26日，東映）：飾演 明光院月津 / 假面騎士Geiz
- 超・少年偵探團NEO -Beginning-（2019年10月25日，coyote）：飾演 中學學生[18]
- 幪面超人令和 THE FIRST GENERATION（2019年12月21日，東映）：飾演 明光院月津 / 假面騎士Geiz
- 死神遣いの事件帖（2020年6月12日，東映）：飾演 一八[19]
- 青春特調蜂蜜檸檬蘇打（2021年7月9日，松竹）[20]
- 嗚呼、牧場好綠！（2022年12月10日）：飾演 純之介[21]
- TikTok怪談×ワンミニ女（2024年1月31日）：主演・富永翔太[22]
- 水平線（2024年3月1日、マジックアワー）：飾演 渡部[23][24]
- Fast Break（2024年11月22日，Movic）：飾演 才賀覺[25]

### Original Video
- 假面騎士ZI-O NEXT TIME Geiz Majesty（2020年2月28日）：飾演 明光院景都/假面騎士Geiz，主演

### 網絡節目
- 別被狼君所欺騙（2020年8月16日－11月1日，AbemaTV）

## 外部連結
- 押田岳(Gaku Oshida)｜G-STAR.PRO （页面存档备份，存于）
- 押田岳的X（前Twitter）
- 押田岳的Instagram帳戶